# 오직 하나님께 영광

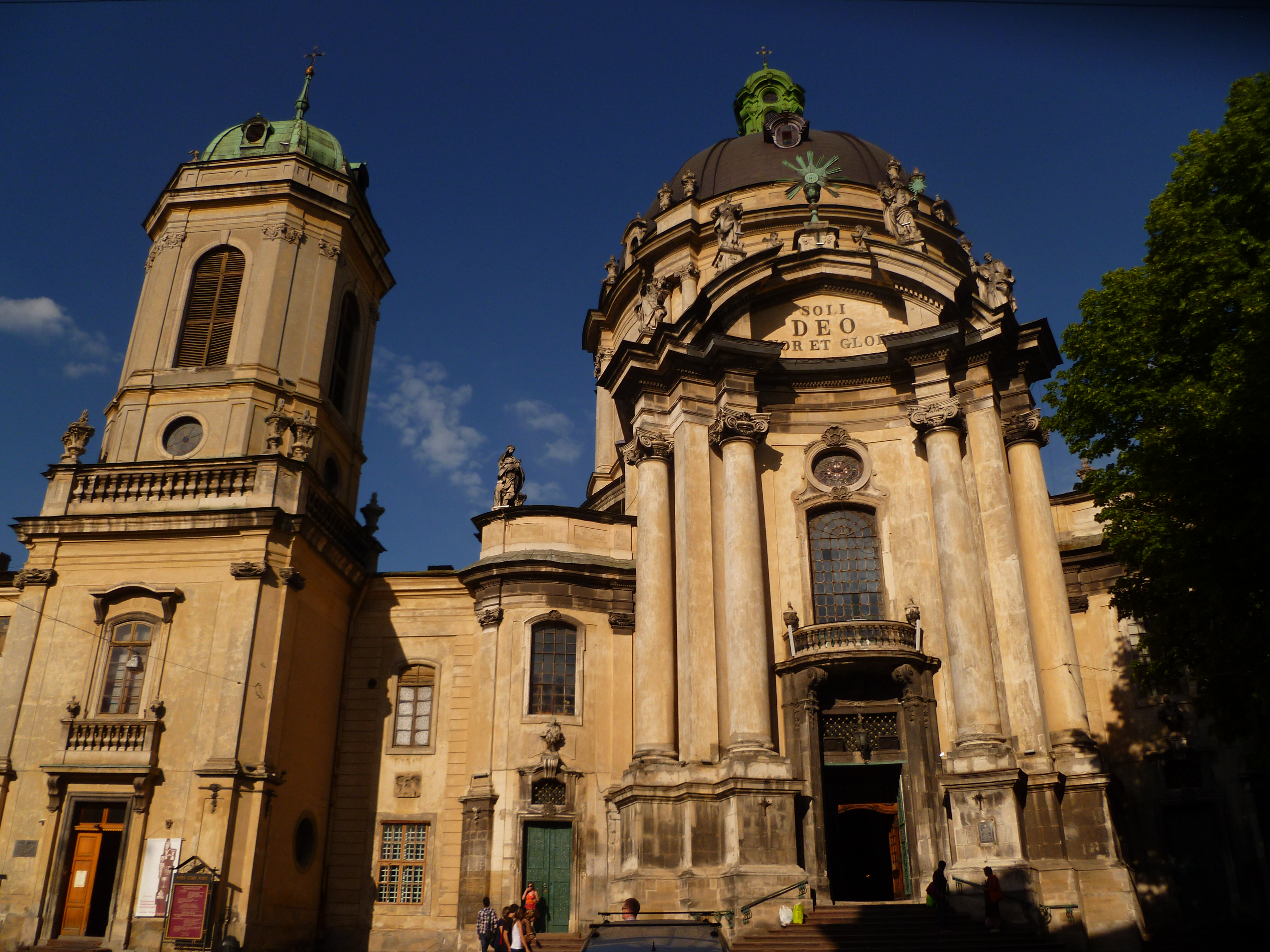
"Soli Deo Honor et gloria" 라는 라틴어 문구가 있는 리비우에 있는 도미니카 교회의 주 정면.

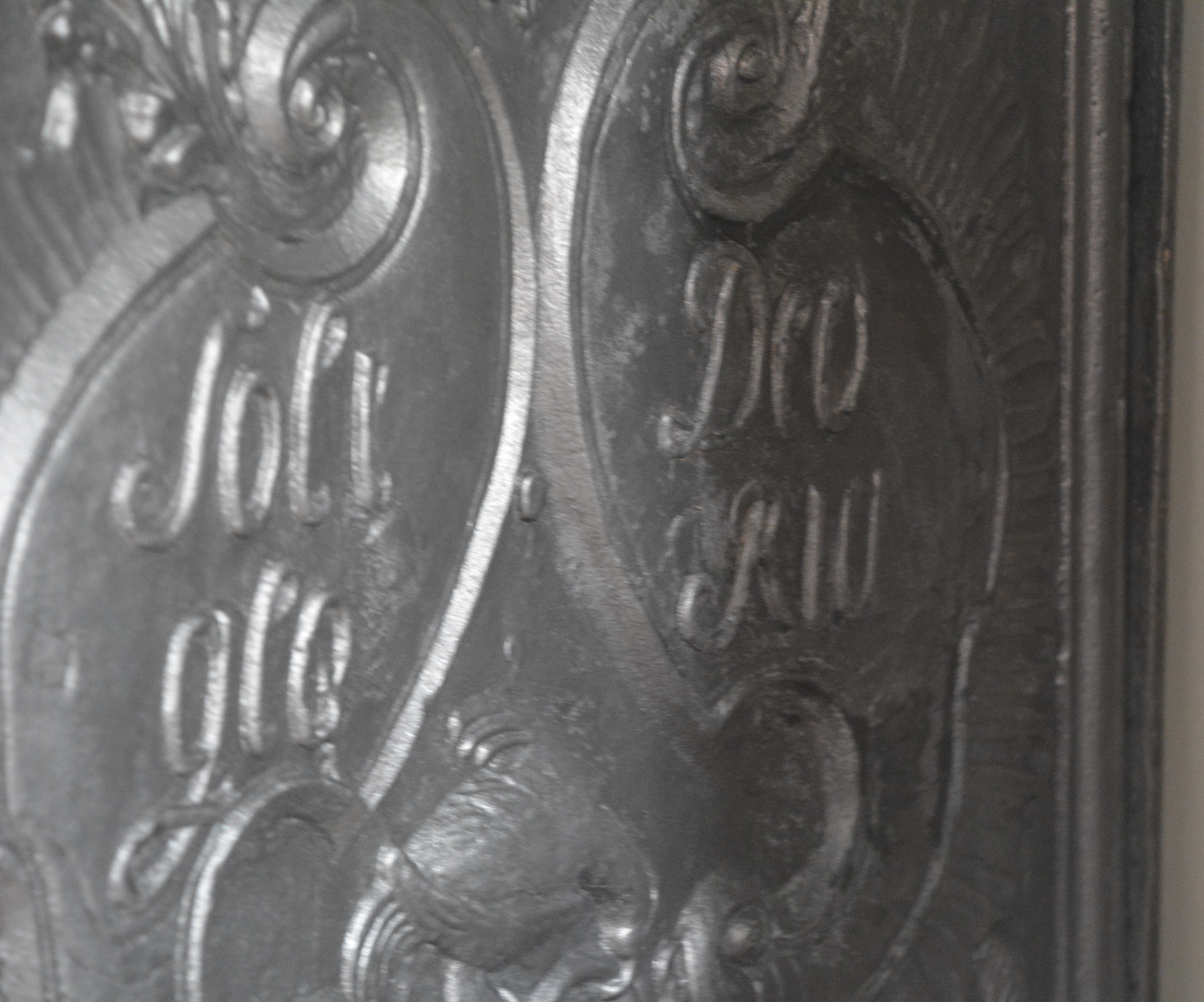
19세기 노르웨이 주철 난로에 새겨진 "Soli Deo Gloria"

오직 하나님께 영광은 라틴어 구절 "Soli Deo gloria" 에 대응하는 용어이다. 요한 세바스티안 바흐, 게오르게 프리드리히 헨델, 크리스토프 그라우프너와 같은 예술가들은 자신의 작품이 하나님을 찬양하기 위해 만들어졌다는 의미로 사용했다. 이 구절은 개신교의 종교개혁 기간 동안 종교개혁자들의 기본 신념을 요약하기 위해 제안된 다섯 솔라 중의 하나가 되었다.
시토 수도회와 트라피스트 수도회의 수도자들은 이 구절을 서신의 인사말로 사용하였다.
이 구절은 교리로서 인간의 자만심과 교만함을 배제하고 모든 것이 하나님의 영광을 위해 이루어진다는 의미이다. 그리스도인들은 자신의 영광이 아니라 하나님의 영광에 의해 동기가 부여되고 영감을 받아야 한다.

## 의미 및 관련 용어
세 단어의 구절 "Soli Deo gloria" (S.D.G.로 축약됨)의 문법과 그 의미는 아래와 같다. soli는 "유일한"의 의미를 가지는 남성 단수('Deus'의 성과 수를 따라) 형용사 'solus'의 여격의 형태이고,
Deo는 "하나님"을 의미하는 남성 단수 명사인 'Deus'의 여격으로 "하나님에게"를 의미하고, gloria는 "영광"을 의미하는 여성 단수 명사인 'gloria'의 주격 형태이다.
"Soli Deo gloria"는 일반적으로 "오직 하나님께 영광"으로 번역되지만,  때로는 "유일하신 하나님께 영광"으로 번역된다. 이와 유사한 구절이 불가타 성경 번역에서 "soli Deo honor et gloria "로 발견된다. 이것은 문법적으로 바흐와 헨델의 서명과 동일하여, "유일한 하나님에게"라는 여격(Soli Deo)과 두 개의 주격 주어 "존경과 영광"(honor et gloria)이 사용된다. 그런데 그리스어판과 영어판(킹 제임스 성경) 등에서는 형용사 "현명한"이 추가적으로 사용되고 있어 라틴어판과 다르게 읽힌다: ἀφθαρτῷ, ἀορατῷ, μόνῳ, σοφῷ Θεῷ , aphthartôi, aoratôi, mónōi, sophôi Theôi — "불멸의, 보이지 않는, 유일하고, 지혜로운 하나님에게."

## 음악 및 문학적 사용

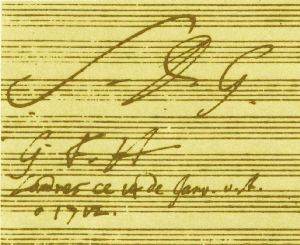
"SDG"(Soli Deo Gloria) GF 헨델 원고의 말미

바로크 작곡가 요한 세바스티안 바흐(Johann Sebastian Bach)는 모든 교회 작곡의 끝에 "S.D.G."라는 이니셜을 썼고 그의 세속 작품은 전부는 아니지만 일부에서 이를 적용했다. 이 헌사는 바흐의 동시대인 조지 프리드리히 헨델(George Frideric Handel), 예를 들어 그의 테 데움(Te Deum)에서도 사용되었다. 16세기 스페인 신비주의자이자 시인인 십자가의 성 요한은 그의 《주의와 조언》 (Precautions and Counsels)에서 이와 유사한 문구인 Soli Deo Honor et gloria를 사용했다.
이 구절은 바흐에 대한 헌사로 존 엘리엇 가디너 경이 Archiv Produktion을 떠난 후 자신의 독자적인 레코드 레이블 이름으로 선정하고 그의 바흐 칸타타 프로젝트를 계속하여 완성하였다.
아론 슈스트(Aaron Shust)의 2009년 노래 "To God Alone (be the Glory)"은 바흐가 악보 맨 아래에 쓴 "S.D.G."에서 영감을 받았다.

## 개신교에서 다섯 솔라의 사용법
오직 믿음(sola fide), 오직 은혜(sola gratia), 오직 성경(sola scriptura) 및 오직 그리스도(solus Christus)와 함께 이 구절은 개신교 종교 개혁의 핵심 교리를 요약한 다섯 솔라로 알려진 것의 일부가 되었다. 이러한 개별의 문구는 수세기 동안 사용되었지만 처음 조합된 시기는 분명하지 않다.

## 다른 교파의 견해
동방 정교회와 로마 가톨릭 신학에서는 성 삼위일체에게만 향하는 숭배와 영광의 형태를 위해서 흠숭지례(latria)라는 용어가 사용된다. 또한 공경지례(dulia)는 일반적인 성인을 위하여 사용되고, 흠숭지례(latria) 밑이고 공경지례(dulia) 위의 hyperdulia는 성모 마리아를 위하여 사용된다. latria, hyperdulia 및 dulia의 3층의 계층구조는 787년의 제2차 니케아 공의회로 거슬러 올라간다.

## 좌우명

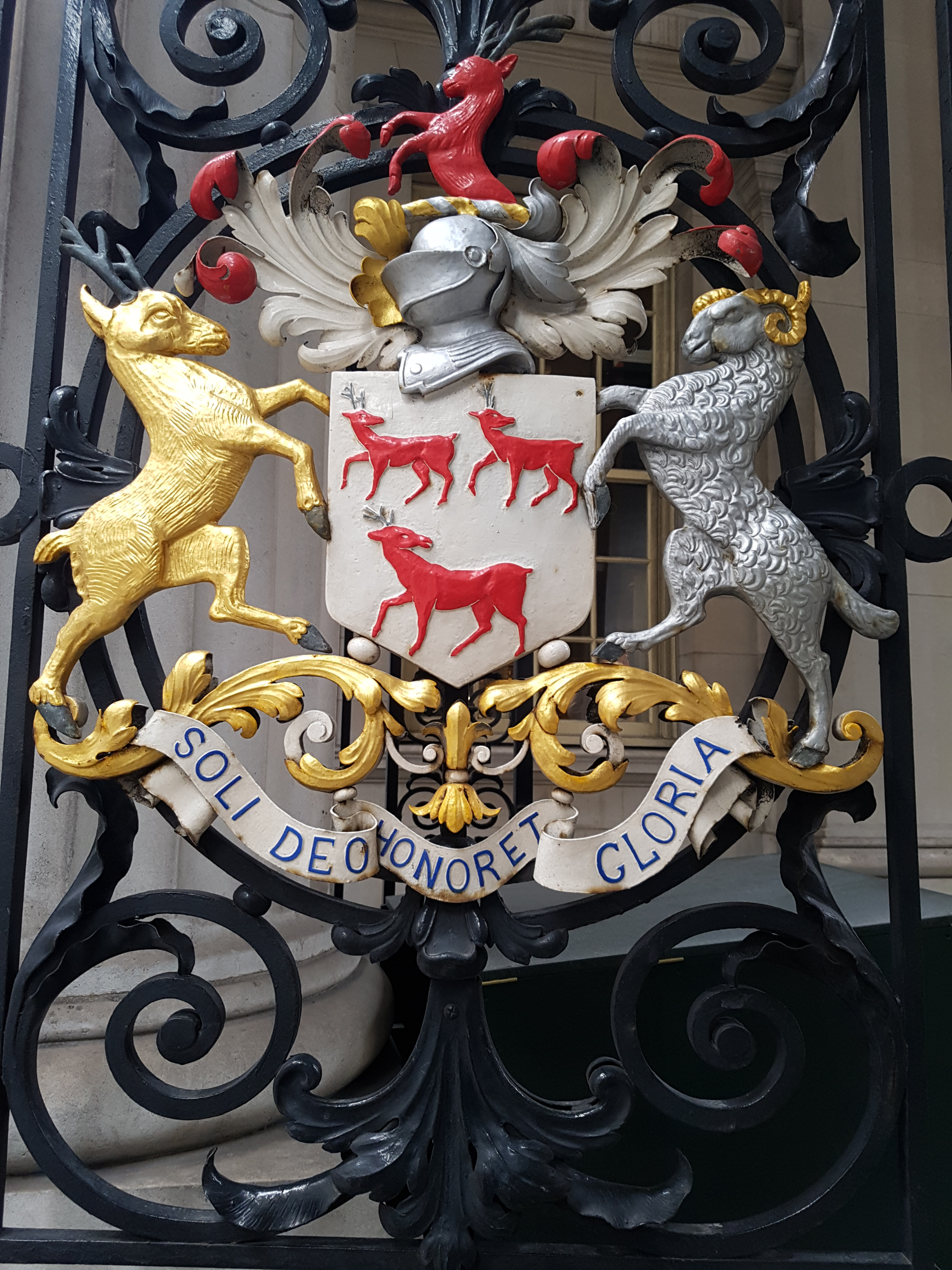
Worshipful Company of Leatherseller의 문장

"오직 하나님께 영광"(Soli Deo Honor et Gloria)은 Worshipful Company of Leathersellers의 모토이며 런던 시의 St Helens Place 입구에 있는 게이트에도 새겨져 있다.
또한 이는 1969년 성공회 내에서 설립된 성공회 수사들의 기독교 공동체인 성 그레고리 형제단;
1853년에 설립된 일리노이주 웨스트 시카고에 위치한 고등학교인 휘튼 아카데미(Wheaton Academy);
1898년에 설립된 텍사스주 댈러스에 있는 Dallas Baptist University; Concordia College (미네소타주 무어헤드) ;
Luther College, 데코라, 아이오와; 1955년에 설립된 아이오와 주의 Dordt College;
미국 오르가니스트 협회 ; 테네시주 내슈빌에 있는 그리스도 장로교 아카데미;
1905년에 설립된 오하이오주 영스타운에 위치한 가톨릭 고등학교인 Ursuline High School; 그리고
1868년 하트퍼드셔 주 비숍스 스토퍼드에 설립된 영국 퍼블릭 스쿨인 비숍스 스토퍼드 칼리지(Bishop's Stortford College )의 모토이다.
또한  이 모토는 남아프리카 공화국 1 랜드 동전에도 새겨져 있다.

## 같이 보기
- 하느님의 큰 영광을 위하여(Ad maiorem Dei gloriam)
- 신격화(Apotheosis)
- 오직 하느님(God Alone)
- 수반 알라(Subhan Allah)
- 공경지례